# Tratado de Kyakhta (1727)
O Tratado de Kyakhta foi assinado em 1 de novembro de 1727, em Kyakhta, na Buriácia, entre o Embaixador do Império Russo, S. L. Vladislavovitch-Raguzinsky, e Tchabina, Tegut e Tulishen, representando a Dinastia Qing para definir as fronteiras entre o Império Russo e a China, dando continuidade às negociações iniciadas em Burinsky em 1727.
Esse Tratado foi o resultado de três anos de negociações, realizadas em Pequim.
O Tratado também permitiu caravanas comerciais russas regulares a Pequim e previu a realização de operações comerciais livres de impostos em Nerchinsk e em Kyakhta. Além disso foi autorizada a instalação permanente de uma representação da Igreja Ortodoxa Russa em Pequim, a chamada Igreja Ortodoxa Chinesa..
Naquela época o chá preto começava a ser consumido no Império Russo.

## Ver Também
- Tratado de Kuldja

## Ligações Externas
- Texto completo (em inglês)